# Laayon
Laayon is een bestuurslaag in het regentschap Simeulue van de provincie Atjeh, Indonesië. Laayon telt 225 inwoners (volkstelling 2010).